# Berberis bergeriana
Berberis bergeriana är en berberisväxtart som beskrevs av Schneider. Berberis bergeriana ingår i släktet berberisar, och familjen berberisväxter. Inga underarter finns listade i Catalogue of Life.